# Michael Joyce
Pour les articles homonymes, voir Joyce.
Michael Joyce, né le 1er février 1977 à Santa Monica, est un joueur puis entraîneur de tennis américain, professionnel entre 1991 et 2003.

## Carrière
Michael Joyce a obtenu ses principaux résultats dans des tournois de catégorie Masters Series. Lors du tournoi de Miami en 1995, il bat le 8e mondial Michael Stich au second tour (6-3, 6-2). L'année suivante, il atteint le troisième tour du tournoi d'Indian Wells puis enchaîne avec le Masters de Miami où il s'achemine cette fois-ci jusqu'en quart de finale grâce à des succès sur Guy Forget et Marc Rosset notamment.
En Grand Chelem, il s'est distingué en atteignant les huitièmes de finale du tournoi de Wimbledon 1995, après avoir battu le 11e joueur mondial Marc Rosset au premier tour (6-0, 68-7, 7-5, 6-2). Il est battu par le japonais Shūzō Matsuoka (6-3, 6-2, 6-4).
Jamais vainqueur sur le circuit ATP, il a cependant atteint les demi-finales du tournoi de tennis de Jakarta en 1996, ainsi que les quarts de finale à Los Angeles en 1995 et 1998, et à Long Island en 1996. En double, il est demi-finaliste à Memphis en 1996. Il compte également des victoires sur Jim Courier, Jacco Eltingh,  Gilbert Schaller, Jonas Björkman et Richey Reneberg. Sur le circuit Challenger, il s'est imposé en simple à Puerto Vallarta et São Luís en 1994 et à Hamilton en 2000.
Il est le sujet d'une nouvelle de David Foster Wallace intitulée : Tennis Player Michael Joyce's Professional Artistry as a Paradigm of Certain Stuff about Choice, Freedom, Discipline, Joy, Grotesquerie, and Human Completeness, publiée en 1996.
Mois d'un an après son retrait des courts, il est engagé comme entraîneur de Maria Sharapova. À ses côtés entre 2004 jusqu'au début de l'année 2011, celle-ci remporte pendant cette période trois tournois du Grand Chelem et devient n°1 mondiale. Il a ensuite coaché pendant cinq ans sa compétriote Jessica Pegula, puis la biélorusse Victoria Azarenka pendant quelques mois lors de son retour de congé maternité en 2017. Il a depuis travaillé avec Johanna Konta, Eugenie Bouchard et Tímea Babos depuis fin 2019.

## Parcours dans les tournois duGrand Chelem

### En simple
| Année | Open d'Australie | Open d'Australie | Internationaux de France | Internationaux de France | Wimbledon       | Wimbledon       | US Open         | US Open         |
| ----- | ---------------- | ---------------- | ------------------------ | ------------------------ | --------------- | --------------- | --------------- | --------------- |
| 1991  | —                | —                | —                        | —                        | —               | —               | 2e tour (1/32)  | Wally Masur     |
| 1992  | —                | —                | —                        | —                        | —               | —               | —               | —               |
| 1993  | —                | —                | —                        | —                        | —               | —               | 2e tour (1/32)  | Jim Courier     |
| 1994  | —                | —                | —                        | —                        | —               | —               | —               | —               |
| 1995  | —                | —                | —                        | —                        | 1/8 de finale   | Shūzō Matsuoka  | 1er tour (1/64) | Sargis Sargsian |
| 1996  | 1er tour (1/64)  | Pete Sampras     | 1er tour (1/64)          | Marcelo Ríos             | 1er tour (1/64) | Andrea Gaudenzi | 1er tour (1/64) | Paul Haarhuis   |
| 1997  | 2e tour (1/32)   | Marcelo Ríos     | —                        | —                        | —               | —               | 1er tour (1/64) | Nicolas Escudé  |

N.B. : à droite du résultat se trouve le nom de l'ultime adversaire.

### En double
| Année | Open d'Australie | Open d'Australie | Internationaux de France | Internationaux de France | Wimbledon                | Wimbledon            | US Open                    | US Open                    |
| ----- | ---------------- | ---------------- | ------------------------ | ------------------------ | ------------------------ | -------------------- | -------------------------- | -------------------------- |
| 1993  | —                | —                | —                        | —                        | —                        | —                    | 1er tour (1/32) I. Baron   | G. Ivanišević M. Rosset    |
| 1995  | —                | —                | —                        | —                        | 1er tour (1/32) D. Flach | S. Lareau B. MacPhie | 1er tour (1/32) B. Shelton | T. Kronemann D. Macpherson |
| 1996  | —                | —                | —                        | —                        | —                        | —                    | 1er tour (1/32) V. Spadea  | T. Woodbridge M. Woodforde |

N.B. : le nom du ou de la partenaire se trouve sous le résultat ; le nom des ultimes adversaires se trouve à droite.

## Parcours dans lesMasters 1000
| Année | Indian Wells         | Miami                      | Monte-Carlo | Rome | Hambourg | Canada                | Cincinnati           | Stuttgart | Paris |
| ----- | -------------------- | -------------------------- | ----------- | ---- | -------- | --------------------- | -------------------- | --------- | ----- |
| 1995  | —                    | 3e tour J. Björkman        | —           | —    | —        | 2e tour G. Ivanišević | —                    | —         | —     |
| 1996  | 3e tour Pete Sampras | 1/4 de finale Andre Agassi | —           | —    | —        | —                     | 1er tour Todd Martin | —         | —     |
| 1997  | —                    | 1er tour G. Kuerten        | —           | —    | —        | —                     | —                    | —         | —     |

N.B. : sous le résultat se trouve le nom de l’ultime adversaire.